# No Good (Start the Dance)
«No Good (Start the Dance)» es una canción del grupo británico de música electrónica The Prodigy. Fue escrita y producida por el miembro del grupo Liam Howlett, fue lanzada el 16 de mayo de 1994 como el segundo sencillo del segundo álbum de estudio, Music for the Jilted Generation (1994). Contiene una muestra vocal repetida de «You're No Good for Me» de Kelly Charles (1987). Howlett inicialmente tuvo dudas sobre si usar la muestra porque pensó que era demasiado pop para su gusto. La canción también contiene muestras de «Funky Nassau» del grupo de funk bahameño The Beginning of the End. Fue certificado Oro en Alemania por 250 000 copias vendidas.
En 2012, NME la incluyó en el puesto 33 de su lista de las «100 mejores canciones de la década de 1990».

## Recepción de la crítica
John Bush de AllMusic dijo que la canción es «excelente». El periódico británico Lennox Herald la describió como «áspero y listo». El escritor musical James Masterton señaló en su comentario semanal sobre las listas de éxitos del Reino Unido: «'No Good' usa una fórmula anteriormente exitosa de combinar su mezcla de ritmos hardcore rave con un molesto gancho muestreado comercial. La muestra en cuestión me molestará durante meses». Andy Beevers de Music Week la calificó con cuatro de cinco, llamándolo «otra pista de hardcore áspera y resistente. Todavía tienen mucho apoyo de base y seguirán superando en ventas a otros actos de hardcore por un gran margen». Brad Beatnik de RM Dance Update de la revista escribió: «El primer lanzamiento de Prodigy en más de un año los ve trabajando en un ritmo duro típicamente frenético con una línea de bajo tambaleante y una voz estándar de 'no es bueno para mí'». Concluyó: «Se esperaba una acción masiva en las listas». Otro editor, James Hamilton, lo consideró un «típico hardcore frenético de 145 2-0bpm [pista]». NME lo seleccionó como uno de los «mejores sencillos» de The Prodigy, con su «euforia sucia y bajo contundente». Gareth Grundy de Select declaró que las «raíces del jungle y el hardcore de Liam Howlett todavía están presentes, pero él inyecta algo de espacio y una melodía elegante entre el ritmo chispeante».

## Video musical
El video musical de la canción, dirigido por Walter Stern, combina el sabor humorístico del video anterior de la banda para «Out of Space» con la amenaza de los próximos videos de «Firestarter» y «Breathe». Filmado en un sótano subterráneo en desuso debajo del mercado de Spitalfields en el East End de Londres, el video presenta personajes bailando la canción mientras los miembros de la banda merodean malhumorados. Después de que Howlett rompe una pared de yeso con un mazo, se ve al miembro del grupo Keith Flint con una camisa de fuerza, y finalmente lo encierran en una caja-prisión de plexiglás que comienza a llenarse de humo.
Liam Howlett dijo a la revista Dazed «'No Good'... fue una respuesta a toda esa mierda de Eurodance», y dijo que la banda había comenzado a hacer mejores videos. El video musical se convirtió en el último videoclip que se emitió en el canal musical NME TV directamente antes de su cierre a las 6:00 am del 5 de enero de 2012.

## Remixes y muestras
El productor belga CJ Bolland remixó esta canción en el lanzamiento original de 1994.

## Lista de canciones
| Vinilo 12" |                                                     |          |  |
| N.º        | Título                                              | Duración |  |
| 1.         | «No Good (Start the Dance)» (Original Mix)          | 6:22     |  |
| 2.         | «No Good (Start the Dance)» (Bad for You Mix)       | 6:52     |  |
| 3.         | «No Good (Start the Dance)» (CJ Bolland Museum Mix) | 5:14     |  |

| Sencillo CD |                                                     |          |  |
| N.º         | Título                                              | Duración |  |
| 1.          | «No Good (Start the Dance)» (Edit)                  | 4:01     |  |
| 2.          | «No Good (Start the Dance)» (Bad for You Mix)       | 6:52     |  |
| 3.          | «No Good (Start the Dance)» (CJ Bolland Museum Mix) | 5:14     |  |
| 4.          | «No Good (Start the Dance)» (Original Mix)          | 6:22     |  |

| Sony/Dancepool |                                                |          |  |
| N.º            | Título                                         | Duración |  |
| 1.             | «No Good (Start the Dance)» (Edit)             | 4:01     |  |
| 2.             | «No Good (Start the Dance)» (CJ Bolland's Mix) | 5:14     |  |
| 3.             | «One Love» (Jonny L Remix)                     | 5:10     |  |
| 4.             | «Jericho» (Genaside II Remix)                  | 5:45     |  |
| 5.             | «G-Force» (Energy Flow)                        | 5:18     |  |

## Posicionamiento en listas
| Lista (1994)                           | Mejor posición |
| -------------------------------------- | -------------- |
| Alemania (Offizielle Deutsche Charts)  | 4              |
| Australia (ARIA)                       | 45             |
| Austria (Ö3 Austria Top 40)            | 6              |
| Bélgica (Flandes) (Ultratop 50)        | 7              |
| Dinamarca(IFPI)                        | 19             |
| Escocia (Scottish Singles Sales Chart) | 7              |
| España (AFYVE)                         | 12             |
| Europa (Eurochart Hot 100)             | 10             |
| Finlandia (Suomen virallinen lista)    | 1              |
| Grecia (Pop + Rock)                    | 1              |
| Islandia (Íslenski Listinn Topp 40)    | 4              |
| Irlanda (IRMA)                         | 4              |
| Israel (Israel Top-30)                 | 6              |
| Noruega (VG-lista)                     | 7              |
| Países Bajos (Dutch Top 40)            | 2              |
| Países Bajos (Mega Single Top 100)     | 3              |
| Reino Unido (UK Singles Chart)         | 4              |
| Reino Unido UK Dance (Music Week)      | 4              |
| Suecia (Sverigetopplistan)             | 22             |
| Suiza (Schweizer Hitparade)            | 8              |

| Lista (1994)                          | Posición |
| ------------------------------------- | -------- |
| Bélgica (Ultratop 50 Flanders)        | 66       |
| Europa (Eurochart Hot 100)            | 36       |
| Alemania (Offizielle Deutsche Charts) | 32       |
| Países Bajos (Dutch Top 40)           | 26       |
| Países Bajos (Single Top 100)         | 24       |
| Suiza (Schweizer Hitparade)           | 26       |
| Reino Unido (OCC)                     | 49       |

## Certificaciones
| País        | Certificación | Ventas  |
| ----------- | ------------- | ------- |
| Reino Unido | Oro           | 400 000 |

## Versión de Fedde le Grand y Sultan + Shepard
En 2013, el DJ y productor de música house neerlandés Fedde le Grand y el dúo canadiense de música electrónica Sultan + Shepard lanzaron una nueva versión del éxito a través de Spinnin' Records.
El sencillo llegó al puesto 60 en la lista oficial francesa de sencillos SNEP, así como en las listas del mercado francés (Valonia) y neerlandés (Flandes) de Bélgica, la Ultratip Bubbling Under, alcanzando el puesto 7 y 72 respectivamente.

### Lista de canciones
| N.º | Título                   | Duración |  |
| 1.  | «No Good» (club edit)    | 3:00     |  |
| 2.  | «No Good» (extended mix) | 5:17     |  |

### Posicionamiento en listas
| Lista (2013)                                | Mejor posición |
| ------------------------------------------- | -------------- |
| Bélgica (Flandes) (Ultratip Bubbling Under) | 72             |
| Bélgica (Valonia) (Ultratip Bubbling Under) | 7              |
| Francia (SNEP)                              | 60             |